# Az utolsó hét csapás
Az utolsó hét csapás a Földre, vagy Isten haragja hét poharának (hét csészéjének) kiöntése  a jelenések könyve 15-16. fejezetében található. Ezen jövőbeli események - melyek a világ végén történnek és a végítéletet megelőzik -  a hagyomány alapján János evangélistának lettek kinyilatkoztatva, hogy írja meg profetikus könyvében.

## A hét pohár
És láték a mennyben hét angyalt, akinél vala a hét utolsó csapás; mert az által teljesedett be az Istennek haragja... (Jel 15, 1) És hallék nagy szózatot a templomból, amely mondja vala a hét angyalnak: Menjetek el és töltsétek ki a földre az Isten haragjának hét poharát.
A hét pohár kiöntése hét csapás a Földre, amely ideje alatt Isten haragja kitöltetik. A csapások az izraeliták egyiptomi kivonulására emlékeztetnek, de most nem csak egy országot érintenek, hanem az egész Földet. A csapásokat az egyiptomi tíz csapás motívumai segítségével szemlélteti az apostol. Mindkét helyen a csapások előtt végső felhívás hangzik el mindenki számára, hogy hagyjon fel a bűnnel. A megkeményedett szívű emberek számára a csapások egyben végítéletet is jelentenek.
Majd az apostol látomásban az üdvözültek seregét látja, azon "üvegtenger"en, amely az Isten trónja előtt van. Ők Mózes és a Bárány dalát éneklik.
A Bárány Jézust jelképezi. Mózes idejében az izraeliták tanúi voltak az egyiptomi tíz csapásnak (ld. Mózes 2. könyve 7-12. rész). A Mózes által megkezdett üdvösség (ld. szent sátor) Krisztus első eljövetelekor lett befejezve, az ő kereszthalála által. Az üdvözültek elismerik Istennek csodálatos tetteit, mert ő minden embert érintő dolgában szerető és igazságos volt.
Ahogy egykor Isten Mózesnek adta a hatalom vesszejét, hogy azzal végrehajtsa Egyiptom büntetését, most ezen hét angyal lesz felhatalmazva, hogy sújtsák a Földet és annak lakosait különféle csapásokkal és megsemmisítéssel.
És megtelék a templom füsttel az Isten dicsőségének és erejének miatta, és senki a templomba be nem mehet vala, mígnem a hét angyal hét csapása bevégeztetik.
A történelmi értelmezési irányzat alapján a mennyei templom megtelése füsttel Jézus mennyei közbenjáró szolgálatának végét jelképezi, vagyis az embereknek adott kegyelmi idő végét. Innentől kezdve Isten irgalmának hangja nem hívja többet az embereket bűnbánatra és megtérésre.
Most Isten azt parancsolja a hét angyalnak, hogy vigyék véghez a hét utolsó csapást. Hogy Istennek ez a büntetése borzasztó lesz, onnan is kitűnik, hogy hosszú ideje késlelteti az ítélet végrehajtását.

### Első pohár
Elméne azért az első, és kitölté az ő poharát a földre; és támada gonosz és ártalmas fekély azokon az embereken, akiken vala a fenevad bélyege, és akik imádják vala annak képét.
Az első csapás azokat éri, "akiken a fenevad bélyege volt", a Sátánt ’’imádták’’ vagyis őt követték, a kísértéseinek engedtek és akik ellenálltak Isten parancsolatainak.

### Második pohár
A második angyal a tengerre öntötte ki a poharát. Ekkor a tenger vize olyan lett, mint a halott vére, és a tengerben minden élőlény elpusztult.
A második csapás a Föld hatalmasabb felét, a tengervizeket érinti: ezek fertőzötté válnak és a benne élő állatok elpusztulnak. Egyes bibliamagyarázók szerint e csapás előjeleit már a 20. század végétől tapasztalhatjuk, ahogy az emberiség a világtengereket halott vizekké változtatja.

### Harmadik pohár
A harmadik angyal a folyókra és a forrásokra öntötte ki a poharát. Ekkor azoknak vize mind vérré változott.
A "vérré változott" szó szerint és szimbolikusan is értelmezhető.
Hallottam, hogy a vizek angyala ezt mondja: „Igazságosan ítéltél, te Szent, aki vagy, és aki mindig voltál! Mivel szent népedet és a prófétákat gyilkolták, és vérüket a földre ontották, most vért adtál inni gyilkosaiknak, mert ezt érdemlik.” Ekkor megszólalt a mennyei oltár: „Igen, Mindenható Úr Isten, ítéleteid igazak és igazságosak!
A hármas angyali üzenet első üzenete (Jel. 14. rész) felhívta az emberek figyelmét, hogy imádják azt, aki teremtette a földet, az embert és "a vizek forrásait", de ők nem akarták imádni, mint teremtőjüket, nem tisztelték az Ő parancsait, sem hálát nem adtak egy pohár vízért sem, amelyet megittak, úgy most Isten visszavonja róluk áldását.
Most azon lelkek, akik Istenhez bosszúállásért kiáltottak, ki vannak elégítve (Jel 6, 9-11). Isten megbosszulja az ő igaz gyermekeinek, a mártíroknak a vérét, Ábeltől kezdve az utolsó igazig, akik a hitükért haltak meg.

### Negyedik pohár
A negyedik angyal is kitölté az ő poharát a napra; és adaték annak, hogy az embereket tikkassza tűzzel. És tikkadának az emberek nagy hévséggel; és az Istennek nevét káromlák, akinek hatalma vala e csapásokon; és nem térének meg, hogy neki dicsőséget adjanak.
Minden újabb csapással a fájdalmak és szenvedések növekednek. Egyes bibliamagyarázók szerint a globális felmelegedés előjele a negyedik csapás bekövetkeztének.

### Ötödik pohár
Az ötödik is kiöntötte a poharát a fenevad trónjára: országa elsötétült, nyelvüket rágták kínjukban, kínjaik és fekélyeik miatt káromolták a menny Istenét, de nem tértek meg cselekedeteikből.
Az ötödik csapással a fenevad királyi széke – ez tulajdonképpen az egész világ – elsötétül. Hogy a fekélyek még tartanak, jelzés arra nézve, e csapások gyors ütemben követik egymást, olyannyira egymásra halmozódnak, hogy még tart az első, de már itt az ötödik.

### Hatodik pohár
A hatodik is kiöntötte a poharát a nagy folyamra, az Eufráteszre, és kiszáradt a vize, hogy megnyíljék a napkeletről jövő királyok útja. És láttam, hogy a sárkány szájából, a fenevad szájából és a hamis próféta szájából három tisztátalan lélek jön ki: olyanok, mint a békák, mert ördögök lelkei ezek, akik jeleket tesznek, és elmennek az egész földkerekség királyaihoz, hogy összegyűjtsék őket a mindenható Isten nagy napjának harcára.
A hatodik csapás megnyitja az utat az egyetemes háborúra, amelyet a Jelenések Armageddonként nevez.
Boldog, aki vigyáz és őrzi az ő ruháit
Isten gyermekei fel vannak híva vigyázásra és őrködésre, a sok csábítással és kísértéssel szemben, amelyekkel tele van e világ.
A ruha az emberi jellemet jelképezi. Aki nem öltözi fel Krisztus jellemét, az nem fog részt venni az ő országában. Miképpen figyelmeztet minket: Szentek legyetek, mert én szent vagyok.

### Hetedik pohár
A hetedik angyal is kiöntötte a poharát a levegőbe, és hatalmas hang szólalt meg a szentélyből, a trón felől: Megtörtént. Ekkor villámlás, zúgás és mennydörgés támadt, és olyan nagy földrengés, amilyen nem volt, amióta ember született a földre: olyan nagy volt a földrengés. A nagy város három részre szakadt, és a pogányok városai összeomlottak. A nagy Babilon is sorra került Isten színe előtt, hogy neki adják Isten haragos indulata borának a poharát. Eltűnt minden sziget, és hegyek sem voltak sehol, az égből jégeső esett az emberekre mázsás szemekben, és káromolták az emberek Istent a jégeső csapása miatt, mert ez a csapás igen nagy volt.